# Maasankijärvi
Maasankijärvi är en sjö i Kiruna kommun i Lappland och ingår i Torneälvens huvudavrinningsområde. Sjön är 2 meter djup, har en yta på 0,333 kvadratkilometer och befinner sig 321,9 meter över havet.

## Delavrinningsområde
Maasankijärvi ingår i det delavrinningsområde (760138-178551) som SMHI kallar för Utloppet av Vuontisjärvi. Medelhöjden är 353 meter över havet och ytan är 45,84 kvadratkilometer. Det finns inga avrinningsområden uppströms utan avrinningsområdet är högsta punkten. Myllyjoki som avvattnar avrinningsområdet har biflödesordning 4, vilket innebär att vattnet flödar genom totalt 4 vattendrag innan det når havet efter 398 kilometer. Avrinningsområdet består mestadels av skog (67 procent) och sankmarker (28 procent). Avrinningsområdet har 1,87 kvadratkilometer vattenytor vilket ger det en sjöprocent på 4,1 procent.